# Episodi di The Philco Television Playhouse (terza stagione)
La terza stagione della serie televisiva The Philco Television Playhouse è stata trasmessa in anteprima negli Stati Uniti d'America dalla NBC tra il 10 settembre 1950 e il 7 ottobre 1951.
| nº | Titolo originale                      | Titolo italiano | Prima TV USA      | Prima TV Italia |
| -- | ------------------------------------- | --------------- | ----------------- | --------------- |
| 1  | High Tor                              |                 | 10 settembre 1950 |                 |
| 2  | The Long Run                          |                 | 17 settembre 1950 |                 |
| 3  | Dear Guest and Ghost                  |                 | 24 settembre 1950 |                 |
| 4  | The Touch of a Stranger               |                 | 1º ottobre 1950   |                 |
| 5  | The Vine That Grew on Fiftieth Street |                 | 8 ottobre 1950    |                 |
| 6  | A Husband for Mama                    |                 | 15 ottobre 1950   |                 |
| 7  | Portrait in Smoke                     |                 | 22 ottobre 1950   |                 |
| 8  | The Gambler                           |                 | 29 ottobre 1950   |                 |
| 9  | The Power Devil                       |                 | 5 novembre 1950   |                 |
| 10 | The Man Who Got Away with It          |                 | 12 novembre 1950  |                 |
| 11 | I'm Still Alive                       |                 | 19 novembre 1950  |                 |
| 12 | Torch for a Dark Journey              |                 | 26 novembre 1950  |                 |
| 13 | Wacky, the Small Boy                  |                 | 3 dicembre 1950   |                 |
| 14 | Bonanza                               |                 | 10 dicembre 1950  |                 |
| 15 | Decoy                                 |                 | 17 dicembre 1950  |                 |
| 16 | The Pupil                             |                 | 24 dicembre 1950  |                 |
| 17 | Leaf out of a Book                    |                 | 31 dicembre 1950  |                 |
| 18 | The Symbol: Jefferson Davis           |                 | 7 gennaio 1951    |                 |
| 19 | The Lost Diplomat                     |                 | 14 gennaio 1951   |                 |
| 20 | Confession                            |                 | 21 gennaio 1951   |                 |
| 21 | The Great Escape                      |                 | 28 gennaio 1951   |                 |
| 22 | A Matter of Life and Death            |                 | 4 febbraio 1951   |                 |
| 23 | Kitty Doone                           |                 | 11 febbraio 1951  |                 |
| 24 | Let Them Be Sea Captains              |                 | 18 febbraio 1951  |                 |
| 25 | The Man Who Bought a Town             |                 | 25 febbraio 1951  |                 |
| 26 | No Medals on Pop                      |                 | 11 marzo 1951     |                 |
| 27 | The Dark Corridor                     |                 | 18 marzo 1951     |                 |
| 28 | Bulletin 120                          |                 | 25 marzo 1951     |                 |
| 29 | Parnassus on Wheels                   |                 | 1º aprile 1951    |                 |
| 30 | Routine Assignment                    |                 | 8 aprile 1951     |                 |
| 31 | Hour of Destiny                       |                 | 15 aprile 1951    |                 |
| 32 | The Birth of the Movies               |                 | 22 aprile 1951    |                 |
| 33 | Mr. Arcularis                         |                 | 29 aprile 1951    |                 |
| 34 | A Secret Island                       |                 | 6 maggio 1951     |                 |
| 35 | The Visitors                          |                 | 13 maggio 1951    |                 |
| 36 | Justice and Mr. Pleznik               |                 | 20 maggio 1951    |                 |
| 37 | Rescue                                |                 | 27 maggio 1951    |                 |
| 38 | The Adventures of Hiram Holliday      |                 | 3 giugno 1951     |                 |
| 39 | The Fast Dollar                       |                 | 10 giugno 1951    |                 |
| 40 | Operation: Airlift                    |                 | 17 giugno 1951    |                 |
| 41 | Dr. Hudson's Secret Journal           |                 | 24 giugno 1951    |                 |
| 42 | The Plot                              |                 | 1º luglio 1951    |                 |
| 43 | Case History                          |                 | 8 luglio 1951     |                 |
| 44 | I Want to March                       |                 | 15 luglio 1951    |                 |
| 45 | Pretend I Am a Stranger               |                 | 22 luglio 1951    |                 |
| 46 | Television Story                      |                 | 29 luglio 1951    |                 |
| 47 | The Return                            |                 | 5 agosto 1951     |                 |
| 48 | Ephraim Tutt's Clean Hands            |                 | 12 agosto 1951    |                 |
| 49 | Come Alive                            |                 | 19 agosto 1951    |                 |
| 50 | Night at the Vulcan                   |                 | 26 agosto 1951    |                 |
| 51 | This Time Next Year                   |                 | 2 settembre 1951  |                 |
| 52 | Women of Intrigue                     |                 | 9 settembre 1951  |                 |
| 53 | The Wayward Season                    |                 | 16 settembre 1951 |                 |
| 54 | The Spur                              |                 | 23 settembre 1951 |                 |
| 55 | By-Line for Murder                    |                 | 30 settembre 1951 |                 |
| 56 | A Requiem for a Model                 |                 | 7 ottobre 1951    |                 |